# Schizomitrium cirrhosum
Schizomitrium cirrhosum là một loài Rêu trong họ Hookeriaceae. Loài này được (Hampe) W.R. Buck mô tả khoa học đầu tiên năm 1987.